# Barringtonia
Genre
Classification phylogénétique
Barringtonia est un genre de plante à fleurs de la famille des Lecythidaceae. 

## Liste des espèces
Selon Catalogue of Life (22 novembre 2017) :
- Barringtonia acutangula Gaertn.
- Barringtonia apiculata Lauterb.
- Barringtonia ashtonii Payens
- Barringtonia asiatica Kurz
- Barringtonia augusta Kurz
- Barringtonia belagaensis Chantar.
- Barringtonia calyptrata R.Br. ex Benth.
- Barringtonia calyptrocalyx K.Schum.
- Barringtonia conoidea Griff.
- Barringtonia corneri Kiew & K.M.Wong
- Barringtonia curranii. Merr.
- Barringtonia edulis Seem.
- Barringtonia filirachis Payens
- Barringtonia fusiformis King
- Barringtonia gigantostachya Koord. & Valeton
- Barringtonia hallieri R. Knuth
- Barringtonia havilandii Ridl.
- Barringtonia integrifolia Schltr.
- Barringtonia josephstaalensis W.N.Takeuchi
- Barringtonia khaoluangensis Chantar.
- Barringtonia lanceolata Payens
- Barringtonia lauterbachii R. Knuth
- Barringtonia longifolia Schltr.
- Barringtonia longisepala Payens
- Barringtonia macrocarpa Hassk.
- Barringtonia macrostachya Kurz
- Barringtonia maunwongyathiae Chuakul
- Barringtonia neocaledonica Vieill.
- Barringtonia niedenzuana R. Knuth
- Barringtonia novae-hiberniae Lauterb.
- Barringtonia palawanensis Chantar.
- Barringtonia papeh Lauterb.
- Barringtonia papuana Lauterb.
- Barringtonia pauciflora King
- Barringtonia payensiana Whitmore
- Barringtonia pendula Kurz
- Barringtonia petiolata A.C.Sm.
- Barringtonia procera R. Knuth
- Barringtonia pseudoglomerata Chantar.
- Barringtonia pterita Merr.
- Barringtonia racemosa Spreng.
- Barringtonia reticulata Miq.
- Barringtonia revoluta Merr.
- Barringtonia ridsdalei Chantar.
- Barringtonia rimata Chantar.
- Barringtonia samoensis A.Gray
- Barringtonia sarawakensis Chantar.
- Barringtonia sarcostachys Miq.
- Barringtonia scortechinii King
- Barringtonia seaturae H.B.Guppy
- Barringtonia terengganuensis Chantar.
- Barringtonia waasii Chantar.